# Clodoveo d'Assia-Philippsthal-Barchfeld
Clodoveo Alessio Ernesto d'Assia-Philippsthal-Barchfeld (Burgsteinfurt, 30 luglio 1876 – Bad Hersfeld, 17 novembre 1954) fu capo della casa d'Assia-Philippsthal-Barchfeld dal 1905 al 1954 e della casa d'Assia-Philippsthal dal 1925 al 1954.

## Biografia
Clodoveo era il settimo figlio del principe Guglielmo, fratello del langravio Alessio, e nacque a Burgsteinfurt, unico figlio maschio sopravvissuto del secondo matrimonio di suo padre con la principessa Giuliana di Bentheim und Steinfurt, assieme alla principessa Berta, che sposò il principe Leopoldo IV di Lippe.
Non avendo Alessio avuto figli, alla morte di suo padre nel 1890, Clodoveo divenne erede della casata d'Assia-Philippsthal-Barchfeld. Nel frattempo egli si impegnò a favore dell'esercito prussiano raggiungendo il grado di tenente colonnello.
Il 16 agosto 1905, Clodoveo succedette a suo zio il langravio Alessio come capo della casata d'Assia-Philippsthal-Barchfeld, concedendogli così di sedere nella Camera dei Signori di Prussia. Il 22 dicembre 1925 ereditò anche il titolo di capo della casata d'Assia-Philippsthal essendo il suo lontano cugino Ernesto defunto senza eredi.
All'inizio degli anni '30, tre dei figli di Clodoveo (Guglielmo, Alessandro Federico e Vittoria Cecilia) aderirono al partito nazista. Il suo figlio terzogenito, il principe Alessandro Federico, che soffriva di epilessia, venne catturato dai nazisti e sterilizzato il 27 settembre 1938, morendo l'anno seguente. Il primogenito del langravio, il principe Guglielmo, fu un SS-Hauptsturmführer, e venne ucciso sul campo durante la Seconda guerra mondiale.
Clodoveo morì all'età di 78 anni a Bad Hersfeld. Suo nipote Guglielmo, gli succedette come capo della casa d'Assia-Philippsthal.

## Matrimonio e figli
Clodoveo sposò il 26 maggio 1904 la principessa Carolina di Solms-Hohensolms-Lich, figlia del principe Ermanno, nella sua città nativa Lich. La coppia ebbe cinque figli:
- Guglielmo (1905-1942), che sposò la principessa Marianna di Prussia
- Ernesto Ludovico (1906-1934)
- Irene (1907-1980)
- Alessandro Federico (1911-1939)
- Vittoria Cecilia (1914-1998).

## Ascendenza
|                                             |                                     |                                                                             | Genitori                                                 |  |  | Nonni |  |  | Bisnonni                                 |  |  | Trisnonni                                    |  |
|                                             |                                     |                                                                             |                                                          |  |  |       |  |  | 8. Adolfo d'Assia-Philippsthal-Barchfeld |  |  | 16. Guglielmo d'Assia-Philippsthal-Barchfeld |  |
|                                             |                                     |                                                                             |                                                          |  |  |       |  |  | 8. Adolfo d'Assia-Philippsthal-Barchfeld |  |  | 16. Guglielmo d'Assia-Philippsthal-Barchfeld |  |
|                                             |                                     | 17. Carlotta Guglielmina di Anhalt-Bernburg-Schaumburg-Hoym                 |                                                          |  |  |       |  |  | 8. Adolfo d'Assia-Philippsthal-Barchfeld |  |  |                                              |  |
| 4. Carlo d'Assia-Philippsthal-Barchfeld     |                                     |                                                                             |                                                          |  |  |       |  |  | 8. Adolfo d'Assia-Philippsthal-Barchfeld |  |  |                                              |  |
|                                             |                                     | 9. Luisa di Sassonia-Meiningen                                              | 18. Antonio Ulrico di Sassonia-Meiningen                 |  |  |       |  |  |                                          |  |  |                                              |  |
|                                             |                                     | 9. Luisa di Sassonia-Meiningen                                              | 18. Antonio Ulrico di Sassonia-Meiningen                 |  |  |       |  |  |                                          |  |  |                                              |  |
|                                             |                                     | 9. Luisa di Sassonia-Meiningen                                              | 19. Carlotta Amalia d'Assia-Philippsthal                 |  |  |       |  |  |                                          |  |  |                                              |  |
| 2. Guglielmo d'Assia-Philippsthal-Barchfeld |                                     | 9. Luisa di Sassonia-Meiningen                                              |                                                          |  |  |       |  |  |                                          |  |  |                                              |  |
|                                             |                                     | 10. Luigi di Bentheim e Steinfurt                                           | 20. Carlo Paolo Ernesto di Bentheim-Steinfurt            |  |  |       |  |  |                                          |  |  |                                              |  |
|                                             |                                     | 10. Luigi di Bentheim e Steinfurt                                           | 20. Carlo Paolo Ernesto di Bentheim-Steinfurt            |  |  |       |  |  |                                          |  |  |                                              |  |
|                                             |                                     | 10. Luigi di Bentheim e Steinfurt                                           | 21. Carlotta Sofia di Nassau-Siegen                      |  |  |       |  |  |                                          |  |  |                                              |  |
| 5. Sofia di Bentheim e Steinfurt            |                                     | 10. Luigi di Bentheim e Steinfurt                                           |                                                          |  |  |       |  |  |                                          |  |  |                                              |  |
|                                             |                                     | 11. Giuliana Guglielmina di Schleswig-Holstein-Sonderburg-Glücksburg        | 22. Federico di Schleswig-Holstein-Sonderburg-Glücksburg |  |  |       |  |  |                                          |  |  |                                              |  |
|                                             |                                     | 11. Giuliana Guglielmina di Schleswig-Holstein-Sonderburg-Glücksburg        | 22. Federico di Schleswig-Holstein-Sonderburg-Glücksburg |  |  |       |  |  |                                          |  |  |                                              |  |
|                                             |                                     | 11. Giuliana Guglielmina di Schleswig-Holstein-Sonderburg-Glücksburg        | 23. Enrichetta Augusta di Lippe-Detmold                  |  |  |       |  |  |                                          |  |  |                                              |  |
| 1. Clodoveo d'Assia-Philippsthal-Barchfeld  |                                     | 11. Giuliana Guglielmina di Schleswig-Holstein-Sonderburg-Glücksburg        |                                                          |  |  |       |  |  |                                          |  |  |                                              |  |
|                                             | 12. Alessio I di Bentheim-Steinfurt | 24. Luigi di Bentheim e Steinfurt (= 10)                                    |                                                          |  |  |       |  |  |                                          |  |  |                                              |  |
|                                             | 12. Alessio I di Bentheim-Steinfurt | 24. Luigi di Bentheim e Steinfurt (= 10)                                    |                                                          |  |  |       |  |  |                                          |  |  |                                              |  |
|                                             | 12. Alessio I di Bentheim-Steinfurt | 25. Giuliana Guglielmina di Schleswig-Holstein-Sonderburg-Glücksburg (= 11) |                                                          |  |  |       |  |  |                                          |  |  |                                              |  |
| 6. Luigi Guglielmo di Bentheim e Steinfurt  | 12. Alessio I di Bentheim-Steinfurt |                                                                             |                                                          |  |  |       |  |  |                                          |  |  |                                              |  |
|                                             |                                     | 13. Guglielmina di Solms-Braunfels                                          | 26. Guglielmo di Solms-Braunfels                         |  |  |       |  |  |                                          |  |  |                                              |  |
|                                             |                                     | 13. Guglielmina di Solms-Braunfels                                          | 26. Guglielmo di Solms-Braunfels                         |  |  |       |  |  |                                          |  |  |                                              |  |
|                                             |                                     | 13. Guglielmina di Solms-Braunfels                                          | 27. Augusta di Salm-Grumbach                             |  |  |       |  |  |                                          |  |  |                                              |  |
| 3. Giuliana di Bentheim e Steinfurt         |                                     | 13. Guglielmina di Solms-Braunfels                                          |                                                          |  |  |       |  |  |                                          |  |  |                                              |  |
|                                             |                                     | 14. Carlo d'Assia-Philippsthal-Barchfeld (= 4)                              | 28. Adolfo d'Assia-Philippsthal-Barchfeld (= 8)          |  |  |       |  |  |                                          |  |  |                                              |  |
|                                             |                                     | 14. Carlo d'Assia-Philippsthal-Barchfeld (= 4)                              | 28. Adolfo d'Assia-Philippsthal-Barchfeld (= 8)          |  |  |       |  |  |                                          |  |  |                                              |  |
|                                             |                                     | 14. Carlo d'Assia-Philippsthal-Barchfeld (= 4)                              | 29. Sofia di Bentheim e Steinfurt (= 9)                  |  |  |       |  |  |                                          |  |  |                                              |  |
| 7. Berta d'Assia-Philippsthal-Barchfeld     |                                     | 14. Carlo d'Assia-Philippsthal-Barchfeld (= 4)                              |                                                          |  |  |       |  |  |                                          |  |  |                                              |  |
|                                             |                                     | 15. Augusta di Hohenlohe-Ingelfingen                                        | 30. Federico Luigi di Hohenlohe-Ingelfingen              |  |  |       |  |  |                                          |  |  |                                              |  |
|                                             |                                     | 15. Augusta di Hohenlohe-Ingelfingen                                        | 30. Federico Luigi di Hohenlohe-Ingelfingen              |  |  |       |  |  |                                          |  |  |                                              |  |
|                                             |                                     | 15. Augusta di Hohenlohe-Ingelfingen                                        | 31. Maria Amalia Cristiana Carlotta di Hoym              |  |  |       |  |  |                                          |  |  |                                              |  |
|                                             |                                     | 15. Augusta di Hohenlohe-Ingelfingen                                        |                                                          |  |  |       |  |  |                                          |  |  |                                              |  |